# 괴기맨숀
《괴기맨숀》은 2021년에 개봉한 대한민국의 영화이다.

## 캐스팅
- 성준 : 지우 역
- 김홍파 : 관리인 역
- 김보라 : 다혜 역
- 이창훈 : 작가 역
- 박소진 : 약사 역
- 이동하 : 호준 역
- 이관목 : 마 형사 역
- 박세현 : 여고생 역
- 조셉 : 영어강사 역
- 신윤섭 : 뮤지션 역
- 조수향 : 발레리나 역
- 이승원 : 프로듀서 역
- 서현우 : 중개인 역
- 박경복 : 부동산 직원 역
- 지남혁 : 수리공 역
- 강유석 : 유학생 역
- 이석형 : 곰팡이 청년 역
- 원현준 : 배달원 역
- 이유주 : 아내 귀신 역
- 노준표 : 과학 수사대 역
- 이동규 : 앵커 역
- 심소영 : 약사 모 역
- 김선혜 : 여고생 다리 귀신 역
- 이도은 : 민지 역
- 이은진 : 러브돌 역
- 김동환 : 곰팡이 청년 부 역
- 노영애 : 곰팡이 청년 모 역
- 김선미 : 슈퍼 아줌마 역
- 길지혁 : 교주 역
- 서인성 : 어린 아이 역
- 김지한 : 아이들 역
- 남윤성 : 아이들 역
- 박우준 : 아이들 역
- 승호현 : 아이들 역
- 오별하 : 아이들 역
- 최우영 : 아이들 역
- 최시윤 : 아이들 역
- 허수엘 : 아이들 역
- 홍다은 : 아이들 역
- 배진아 : 작가 아내 역
- 김재화 : 여고생 모 역 (우정출연)
- 현봉식 : 박 형사 역 (우정출연)
- 백민현 : 편집장 역 (우정출연)